# Selent
Selent település Németországban, Schleswig-Holstein tartományban. Lakosainak száma 1728 fő (2023. december 31.).

## Népesség
A település népességének változása:
| Lakosok száma | 1288 | 1460 | 1508 | 1687 | 1781 | 1728 |
|               | 1975 | 2017 | 2019 | 2021 | 2022 | 2023 |